# Distrito electoral de Stratton (condado de Hitchcock, Nebraska)
Stratton (en inglés: Stratton Precinct) es un distrito electoral ubicado en el condado de Hitchcock en el estado estadounidense de Nebraska. En el Censo de 2010 tenía una población de 393 habitantes y una densidad poblacional de 4,18 personas por km².

## Geografía
Stratton se encuentra ubicado en las coordenadas 40°7′38″N 101°16′46″O / 40.12722, -101.27944. Según la Oficina del Censo de los Estados Unidos, Stratton tiene una superficie total de 93.99 km², de la cual 93.07 km² corresponden a tierra firme y (0.98%) 0.92 km² es agua.

## Demografía
Según el censo de 2010, había 393 personas residiendo en Stratton. La densidad de población era de 4,18 hab./km². De los 393 habitantes, Stratton estaba compuesto por el 95.67% blancos, el 0% eran afroamericanos, el 0.76% eran amerindios, el 0.25% eran asiáticos, el 0% eran isleños del Pacífico, el 0.25% eran de otras razas y el 3.05% pertenecían a dos o más razas. Del total de la población el 0.76% eran hispanos o latinos de cualquier raza.